# Rosemarie Trockel

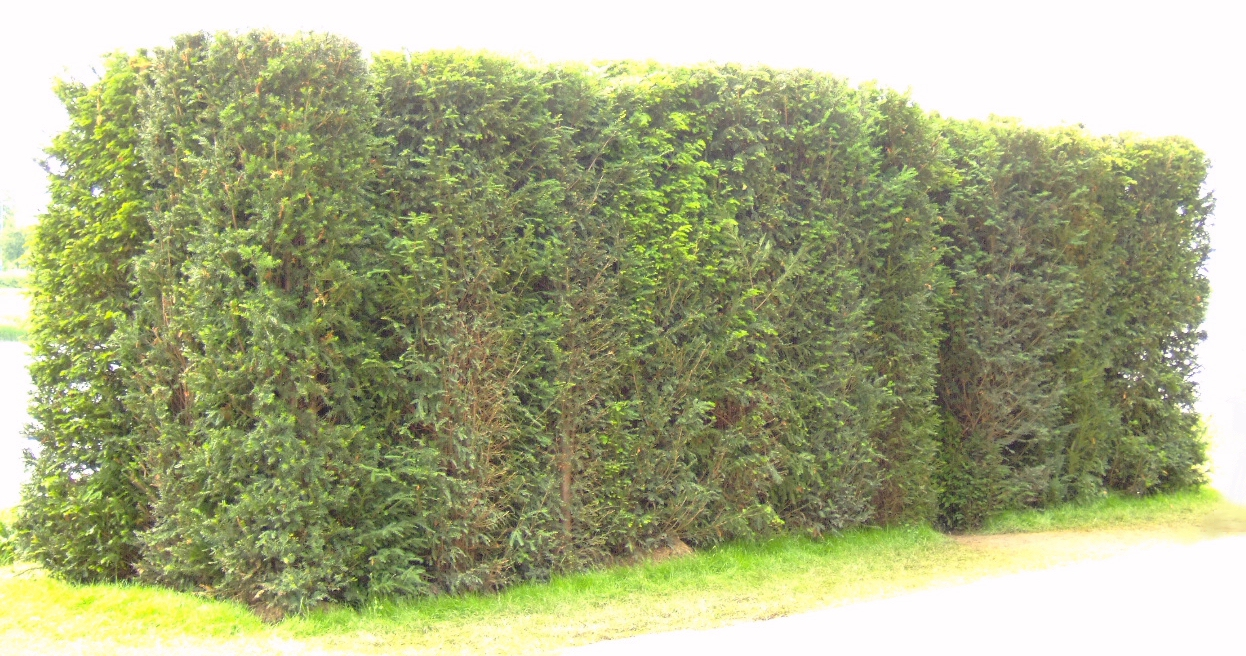
Less Sauvage than Others, Skulptur.Projekte i Münster 2007

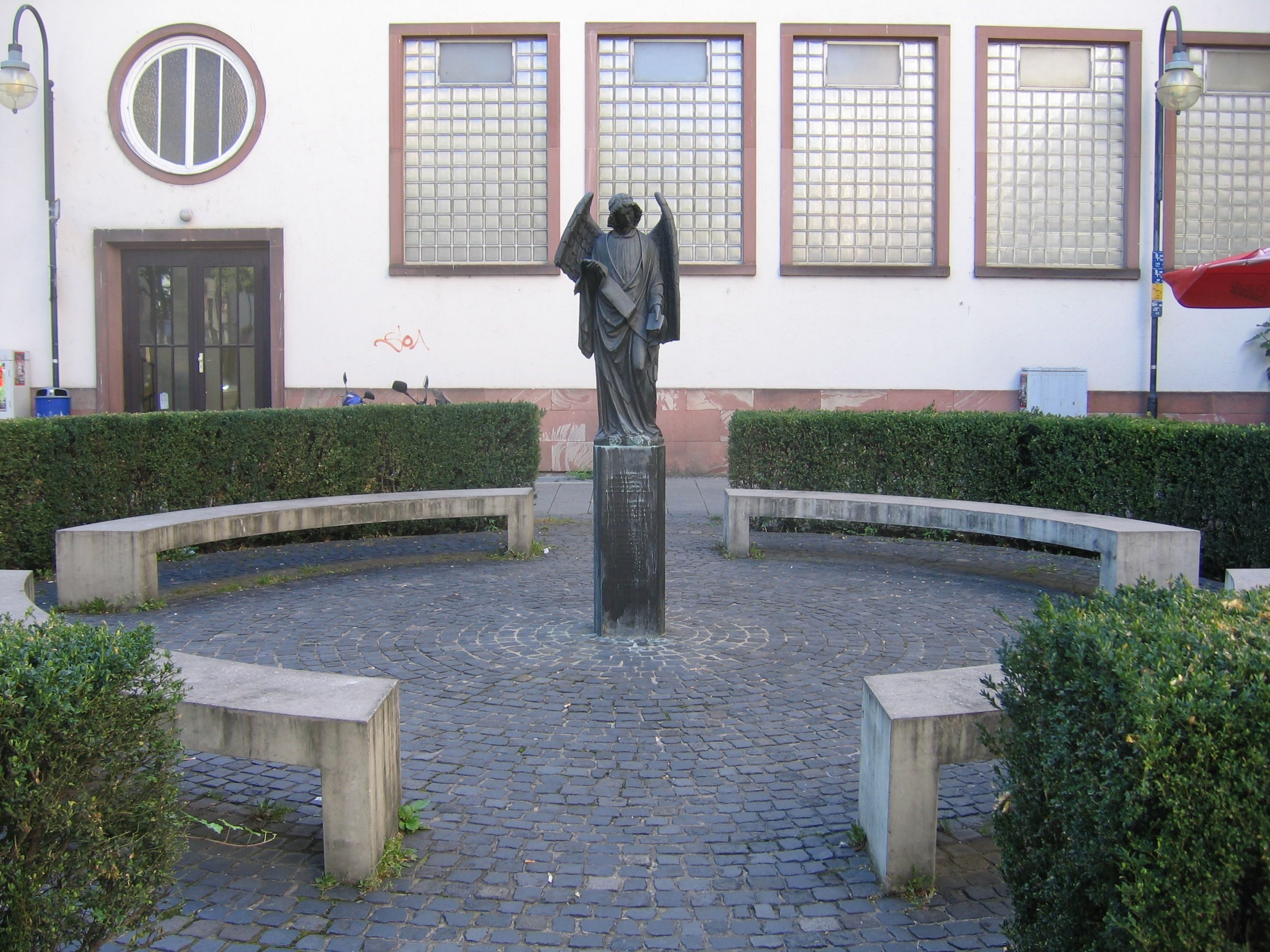
Minnesmärket Frankfurter Engel i Frankfurt 1995

Rosemarie Trockel, född 13 november 1952 i Schwerte i dåvarande Västtyskland, är en tysk konstnär.
Rosemarie Trockel växte upp i den dåvarande lilla staden Opladen i Nordrhein-Westfalen som en av tre döttrar i en ingenjörsfamilj. Hon utbildade sig från 1971 till lärare på Lärarhögskolan i Köln i antropologi, sociologi, teologi och matematik. 1974–1978 studerade hon måleri för Werner Schriefers vid Fachhochschule Köln. Vid skolan gjorde hon sina första Super 8-filmer, bland annat Sei kein Kind von Traurigkeit. 1980 träffade hon sin senare gallerist, Monika Sprüth, och reste med henne i USA, där hon bland annat bekantade sig med konstnärerna Jenny Holzer, Barbara Kruger och Cindy Sherman och deras verk. Inspirerad av dessa gjorde hon att vara kvinna till sitt huvudtema.
Rosemarie Trockel arbetar med olika uttryckssätt och tekniker som keramik, bilder i maskinstickat ylle och tyg, fotografier, teckningar, skulpturer, video, collage och installationer. Hon slog igenom vid en separatutställning i Köln 1982 och har inte minst uppmärksammats i USA. 
Hon bor och arbetar i Köln och undervisar på Kunstakademie Düsseldorf. År 2011 fick hon Wolfpriset i konst.

## Offentliga verk i urval
- Ein Haus für Schweine und Menschen, tillsammans med Carsten Höller, Documenta X i Kassel 1997
- Frankfurter Engel i Frankfurt am Main, minnesmärke över förföljda homosexuella, 1995

Rosemarie Trockel är representerad vid bland annat Moderna museet.